# Aristomenes
Aristomenes var en grekisk krigare, messeniernas hjälte i det andra messeniska kriget, liksom Aristodemos under det första. De något skiftande berättelserna om Aristomenes underbara bragder tillhör åtminstone till största delen den yngre sagodiktning som uppstod efter den messeniska statens återupprättande genom Epameinondas.